# Fabian Konopacki
Fabian Konopacki (zm. 22 maja 1619 we Fromborku), polski duchowny katolicki, dziekan kapituły katedralnej poznańskiej w latach 1601–1619, kanonik kilku kapituł, dziekan kapituły warmińskiej.

## Życiorys
Pochodził z rodziny szlacheckiej pieczętującej się herbem Grzymała, był synem Łukasza i Heleny z Czemów, po matce wnukiem wojewody malborskiego Achacego Czemy. Studiował w Krakowie i w Rzymie. Cieszył się łaskami papieża Klemensa VIII, który mianował go podkomorzym, a w 1604 rekomendował królowi Zygmuntowi III na biskupstwo warmińskie, zwolnione przez przejście Piotra Tylickiego na stolicę kujawsko-pomorską. Nominacji biskupiej Konopacki nie otrzymał, ale został we wrześniu 1604 kanonikiem warmińskim, obejmując godność przez prokuratora. Zajął w kapitule miejsce nowego biskupa warmińskiego Szymona Rudnickiego, który zrezygnował z kanonikatu.
W chwili nominacji na kanonika warmińskiego Konopacki był już od 1601 kanonikiem chełmińskim. Również w 1601 został mianowany dziekanem w Poznaniu (zrezygnował w 1610), od lipca 1608 był ponadto kanonikiem gnieźnieńskim. Od sierpnia 1606 pełnił w kapitule warmińskiej funkcję dziekana. W 1613, po śmierci biskupa Macieja Konopackiego, administrował diecezją chełmińską.
Był fundatorem jednego z ołtarzy (tzw. ołtarza dziekana) w katedrze we Fromborku. Zapisami obdarowywał także klasztory — benedyktynek w Toruniu oraz bernardynów w Grodnie.